# Carlo Perrier
Carlo Perrier (1886–1948), amerykański uczony, który w 1937 otrzymał wspólnie z Emilio Segré (1905–1989) pierwszy pierwiastek sztuczny - technet (Tc). Uzyskany on został w wyniku rozpadów promieniotwórczych.